# Tørring Gymnasium
Tørring Gymnasium (tidligere Tørring Amtsgymnasium) er et gymnasium beliggende i Tørring, Hedensted Kommune.
Da tilstrømningen til de eksisterende gymnasier i begyndelsen af 1970'erne var ved at sprænge alle rammer, opstod der rundt om i landet behov for en meget mere decentral fordeling af gymnasieskolerne. Disse havde hidtil ligget i de større provinsbyer. For Tørrings vedkommende måtte eleverne søge til enten Vejle eller Horsens.
Med kommunalreformen i 1970 var bygningen af nye gymnasier blevet en amtsopgave. I Vejle Amt diskuterede man også tidligt, hvor de kommende gymnasier skulle ligge. Tørring var meget interesseret, men det første nye gymnasium i amtet blev bygget i Vejle, nemlig Rosborg Gymnasium  i 1973. 
Først i 1979 kunne Tørring Amtsgymnasium begynde i midlertidige lokaler, som i august 1981 blev afløst af de nuværende bygninger. I december 2006 stod en udbygning på ca. 1.000 kvadratmeter færdig.
Den 1. januar 2007 overgik gymnasiet til en selvejende institution, som følge af amternes nedlæggelse, og skiftede navn til Tørring Gymnasium.

## Kendte studenter
- 1984: Olav Skaaning Andersen, journalist og redaktør
- 1987: Henrik Poulsen, civiløkonom og cand.merc. i finansiering og regnskab samt direktør
- 1988: Cecilie Beck, uddannet journalist fra Danmarks Journalisthøjskole og tv-værtinde
- 1988: Kristian Thulesen Dahl, cand.merc.jur. fra Aalborg Universitet samt politiker, MF og partileder
- 1988: Aage Rais-Nordentoft, filminstruktør
- 1990: Tina Nikolaisen, uddannet fra Danmarks Journalisthøjskole og tv-værtinde
- 1991: Carsten Myllerup, filminstruktør
- 1993: Søs Marie Serup, cand.phil. i engelsk fra Syddansk Universitet samt spindoktor
- 1995: Troels Lund Poulsen, politiker, MF og minister
- 2001: Astrid Krag, politiker, MF og minister
- 2004: Daniel Hoff, komiker (Hoffe)
- 2005: Laurits Emanuel, musiker
- 2007: Esben Svane, musiker
- 2007: Mette Abildgaard, cand.soc. samt politiker, MF

## Ekstern henvisning
- Tørring Gymnasiums hjemmeside Arkiveret 15. august 2010 hos  Wayback Machine

| Skole | Spire Denne artikel om en skole, en uddannelsesinstitution eller uddannelse er en spire som bør udbygges. Du er velkommen til at hjælpe Wikipedia ved at udvide den. |

55°51′48″N 9°29′3″Ø / 55.86333°N 9.48417°Ø